# D.J. Caruso
Daniel John "D.J." Caruso, född 17 januari 1965 i Norwalk i Connecticut, är en amerikansk filmregissör. Han har regisserat filmer som Taking Lives (2004), Disturbia (2007) och Eagle Eye (2008), samt enskilda TV-serieavsnitt av bland annat The Shield, Dark Angel och Smallville.

## Filmografi i urval
- 2002 – Salton Sea
- 2004 – Taking Lives
- 2005 – For the Money
- 2007 – Disturbia
- 2008 – Eagle Eye
- 2011 – I Am Number Four
- 2013 – Standing Up
- 2016 – The Disappointments Room
- 2017 – xXx: Return of Xander Cage
- 2022 – Kärlek som befriar